# The Good Night
The Good Night (Brasil: Sonhando Acordado / Portugal: O Sonho Comanda a Vida) é um filme britano-estadunidense de 2007, uma comédia romântica escrita e dirigida por Jake Paltrow e estrelado por sua irmã Gwyneth Paltrow, Penélope Cruz, Martin Freeman, Danny DeVito, Simon Pegg e outros. O filme se passa em Londres e Nova York, onde um ex-astro do pop (Freeman), que agora escreve jingles comerciais passa a sofrer de uma crise de meia-idade.
O filme foi lançado em 2007 no Festival Sundance de Cinema.

## Sinopse
O filme segue a busca de um homem para a perfeição em um mundo onde a vida raramente mede até as imagens idealizadas que constantemente nos bombardeiam. Freeman interpreta Gary Shaller, que ganhou sucesso comercial nos anos anteriores, como o tecladista da banda fictícia "On The One". Ele está em um relacionamento maçante, e trabalha para o seu antigo companheiro de banda Paul, interpretado por Simon Pegg, escrevendo e gravando jingles comerciais. Gary finalmente descobre que ele está a ter sonhos lúcidos sobre uma mulher fascinante chamada Anna, interpretada por Penélope Cruz, com quem ele está profundamente apaixonado. Ele pretende aprender mais sobre o sonho lúcido, comprando livros e até mesmo freqüentar as aulas ministradas por um entusiasta do tema, o excêntrico Mel (Danny DeVito). Gary finalmente descobre que a garota que sonha, de fato, existe. Paul organiza para Gary conhecê-la, mas isso prova decepcionante, já que ela não consegue viver de acordo com as expectativas que Gary construiu em seus sonhos sobre ela. Ele eventualmente continua a sonhar com ela, e mesmo em seu apartamento com isolamento sonoro, e de outros esforços para ser capaz de dormir mais tempo, para que ele possa permanecer com Anna por longos períodos de tempo. Por fim, sentindo-se como se estivesse traindo sua namorada Dora, interpretada por Gwyneth Paltrow, ele tenta voltar para ela.

## Elenco
| Ator              | Papel            |
| ----------------- | ---------------- |
| Martin Freeman    | Gary             |
| Gwyneth Paltrow   | Dora             |
| Penélope Cruz     | Anna             |
| Danny DeVito      | Mel              |
| Simon Pegg        | Paul             |
| Amber Rose Sealey | Terry            |
| Skye Bennett      | Menina Bailarina |
| Michael Gambon    | Alan Weigert     |
| Lucy DeVito       | -                |
| Keith Allen       | -                |
| Jarvis Cocker     | Ele mesmo        |

## Produção
A produção filmada em Capel Manor Guest Pavilion em Kent para filmar as cenas na casa dos sonhos de Gary onde encontra Anna.